# التا فلورستا
التا فلورستا (به پرتغالی: Alta Floresta) یک municipality of Brazil در برزیل است که در ماتو گروسو واقع شده‌است.

## خصوصیات
التا فلورستا ۸٬۹۴۷٫۰۶۹ کیلومترمربع مساحت و ۴۹٬۳۳۱ نفر جمعیت دارد و ۲۸۳ متر بالاتر از سطح دریا واقع شده‌است.